# صوفيا نوديج
صوفيا نوديج (بالرومانية: Sofia Nădejde) (اسم الولادة: صوفيا بونسيلو، ولدت في 14 سبتمبر عام 1856 وتوفيت في 11 يونيو عام 1946) روائية رومانية وكاتبة مسرحية ومترجمة وصحفية وناشطة حقوقية في الدفاع عن المرأة والاشتراكية.
ولدت في مدينة بوتوشاني لأبوين يعملان في التجارة، كان أبوها يدعى فاسيلي بانشيلو غيورغيو وأمها بلخريا. عمل زوجها إيوان نوديج كصحفي، وكانت أخت الرسام أوكتاف بونسيلو. انتسبت إلى المدرسة الابتدائية والداخلية التابعة لمدينتها الأصلية. أجرت امتحان التخرج من الثانوية في مدينة ياش، وأصبحت عضوًا في الدائرة الاشتراكية ضمن تلك المدينة. قادت نوديج حملة تهدف إلى التحرر الاجتماعي والسياسي للمرأة. أدارت عام 1893 مجلة الحدث الأدبي التي تتحدث بشكل عام عن المرأة الرومانية وحقوق الإنسان والأدب والعلوم والفن. كانت جزءًا من مجلة الدائرة المعاصرة، جنبًا إلى جنب مع كونستانتين ميل وترايان ديميتريسكو وأنطون باكالبا وبول بوجور وطفيفان بوسوريانو. تعاملت مقالاتها مع تطور العائلة ودور المرأة في الحركة الاشتراكية والتحيزات التي تتعلق بتعليم المرأة والحركات الاشتراكية وعمل النساء سواء في الريف أو المدينة. أبدت نوديج فهمًا عميقًا للفكر الفلسفي والعلمي المعاصر في أوروبا، وذلك بالرجوع إلى أفكار جون ستيوارت ميل وهربرت سبنسر وتشارلز داروين وكارل ماركس وأوغست بيبل. خلال عملها في مجلة الدائرة المعاصرة، أطلقت نوديج حملة ضد الفكرة السائدة التي كانت تقول إن للنساء أدمغة أصغر من الرجال، والتي كانت تمنعهن من بلوغ مناصب اجتماعية عليا أو المشاركة في الحياة السياسية. أثبتت نوديج بعد قراءاتها من المصادر والأبحاث العلمية الأخيرة أن أدمغة النساء أكبر نسبيًا من أدمغة الرجال، وخاضت نقاشات مثيرة للجدل مع الأديب والسياسي الروماني تيتو مايوريسكو. ثم اقترحت بعدها عوامل معينة، مثل البيئة الاجتماعية والتحيز والقوانين التمييزية والتعليم غير الكافي للنساء، كسبب لتراجع حالة المرأة في المجتمع، واقتبست من كتاب «استعباد النساء» للفيسلوف البريطاني جون ميل للمطالبة بالحقوق السياسية والمدنية.
عام 1880، جمعت نوديج نساءً من مختلف المجموعات والجمعيات الروماينة بهدف جمع الأموال لصالح تعليم المرأة وتوظيفها. بدءًا من عام 1886، وتحت تأثير الأفكار الماركسية، بدأ بالتركيز على عدم المساواة الاجتماعية بشكل عام، إذ رأت أن حالة المرأة في ذلك الوقت كانت نتيجة ثانوية للرأسمالية والملكية الخاصة. خلال منتصف التسعينات من القرن الثامن عشر، تركت الأفكار الماركسية واتجهت نحو الليبرالية الديمقراطية؛ إذ انجذبت إلى الأفكار الوطنية والشعبية التي قادها زعيم الحركة قسطنطين ستير، وعملت كاتبة في صحيفة «الحدث الأدبي» التابعة للحركة. في عام 1899، تخلت مع زوجها عن الحركة الاشتراكية برفقة أحد الفصائل التابعة لها بعد أن اقتنعت بعدم امتلاكها أي أساسات ضمن رومانيا، وفقدت كل اهتمامها بالعمل السياسي وانتقلت إلى مجال الأدب.
كانت أول رواية لها من تأليفها بعنوان أمهات ونشرتها في مجلة الحدث المعاصر بين عامي 1884 و1886. كان كتابها الأول عبارة عن مجموعة من القصص القصيرة تحت عنوان نوفلس. تضمنت أعمالها قصصًا ومشاهد هزلية مثل: من عذابات الحياة، وكلّ بدوره 1895، وحكايا مثل: من العالم إلى العالم - قصص من الناس 1909، وروايات: المشاعر 1903، وعبوية المال 1906، والآباء والأمهات والأطفال 1907، ومسرحيات مثل: حب الوطن 1895، الملاحظة 1898، وغيشا فودا والسيد مولدوفا 1899، والمال يربح! فويلٌ للخاسرين 1903. وترجمت أعمال جول فيرن، هنريك سينكويكز، إدموندو دي أميس، بروسبر ميريميه، ماتيلدا سيراو، كارل كارل، كاميل فلاماريون، ليونيد أندرييف، ماكسيم غوركي، أندريه ثوريت، إيفان تورغنيف، تشارلز ديكنز وأندريه نيكراسوف. أوردت نوديج اهتماماتها الصحفية ضمن أعمالها الأدبية، متأثرة بأفكار الاشتراكي الروماني قسطنطين دوبروجينو-غيرا حول «النزعة الفنية». كان اضطهاد النساء هو الموضوع الرئيس الذي تدور حوله كتاباتها، وتشبّعت رواياتها بالحس النسوي. خلال السنوات التي سبقت الحرب العالمية الأولى، كتبت عن مقالات تخص قدرة المرأة على تأدية دورها في المجتمع والاقتصاد المعاصرين. أسهمت عام 1918 في تأسيس منظمة للتحرر المدني والسياسي للمرأة. وفي عام 1930، خلال نهوض النظام الشمولي في أوروبا، وقفت لصالح الديمقراطية والحقوق المدنية. انتقلت بعد وفاة زوجها عام 1928 للحياة مع ابنتها أميليا، براتب تقاعي بسيط من جمعية الكتّاب الرومانيين. توفيت نوديج في منزل ابنتها في بوخارست عام 1946.